# Kassbet Lahrar
Kassbet Lahrar est une oasis algérienne de la commune de Fenoughil, Daïra de Fenoughil dans la wilaya d'Adrar au sud-ouest de l'Algérie. Sa population est moins de 13138 habitants.

## Toponymie
Kassbet Lahrar mot en Taznatit signifie «Arrachement» .

## Histoire

### Situation
Le territoire de la commune se situe au centre-ouest de la wilaya d'Adrar. Le chef-lieu de la commune est situé à 31 km  à vol d'oiseau au sud-est d'Adrar.
|                              | Oudgha, Beni Hemi      |                           |
| Tabelbala (Wilaya de Béchar) | Kassbet Lahrar         | olad moulayi Omar.berchid |
|                              | Zaouit Sidi Abdelkader |                           |

## Santé
Cette commune abrite salles de soins, polycliniques et maternités qui relèvent de la Direction de la Santé et de la Population (DSP) de la wilaya d'Adrar ainsi que du Ministère de la Santé, de la Population et de la Réforme hospitalière.
Les consultations spécialisées ainsi que les hospitalisations des habitants de cette commune se font dans l'un des hôpitaux de la wilaya d'Adrar:
- Hôpital Ibn Sina d'Adrar[3].
- Hôpital Mohamed Hachemi de Timimoun[4].
- Hôpital de Reggane.
- Hôpital Noureddine Sahraoui d'Aoulef[5].
- Hôpital de Bordj Badji Mokhtar[6].
- Hôpital de Zaouiet Kounta[7].
- Pôle hospitalier de Tililane[8].
  - Hôpital général de 240 lits[9].
  - Hôpital gériatrique de 120 lits.
  - Hôpital psychiatrique de 120 lits.
  - Centre anti-cancer de 120 lits.

### Salles de soins
Cette commune chapeaute salles de soins sur un total de 171 salles de soins que compte la wilaya d'Adrar.
Ces salles de soins sont érigées dans la banlieue de cette commune pour accueillir les citoyens.
- Salle de soins / ksar
- Salle de soins

### Polycliniques
Cette commune chapeaute polycliniques sur un total de 29 polycliniques que compte la wilaya d'Adrar.
- Polyclinique
- Polyclinique

## Agriculture et oggara

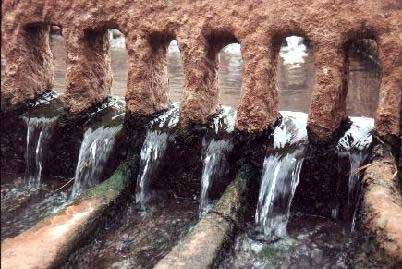
Peigne (kesria) de répartition.

L'agriculture représente l'activité économique la plus importante dans l'Oasis de Kassbet Lahra, la production majeure est celle des palmiers dattiers, comme partout dans le Sahara, la population locale a développé un système d'irrigation pour assurer l'eau en quantité suffisante, par exemple la Foggara dont les noms des principales sont:
| nom en Arabe | nom en Français | Nombre de puits (m) |
| ------------ | --------------- | ------------------- |
| اعدل         | aadel           | 150                 |
| صبارة        | sabara          | 200                 |
| حموبكة       | hamou baka      | 90                  |
| بوصلاح       | bouslh          | 130                 |

## Personnalités
- sid elkntwi.kadihadja[13]